# Coppa di Francia 1948-1949
La Coppa di Francia 1948-1949 è stata la 32ª edizione della coppa nazionale di calcio francese.

## Risultati

### Trentaduesimi di finale
| Squadra 1               | Risultato   | Squadra 2           |
| ----------------------- | ----------- | ------------------- |
| Arras                   | 2 - 1       | SO Merlebach        |
| Quevilly-Rouen          | 4 - 3       | Tolosa              |
| Stade Reims             | 6 - 1       | Angers              |
| Rennes                  | 2 - 0       | Montpellier         |
| Roubaix-Tourcoing       | 4 - 0       | Châtellerault       |
| Rouen                   | 6 - 2       | Dieppe              |
| Saint-Étienne           | 8 - 1       | CO Saint-Dizier     |
| Olympique Saint-Quentin | 4 - 2       | Stade Saint-Germain |
| Sedan-Torcy             | 5 - 1       | SPN Vernon          |
| Saint-Malo              | 1 - 0       | FC Falaise          |
| Sète                    | 3 - 0       | Amiens              |
| Sochaux                 | 2 - 0       | Stade Montois       |
| AS Troyes-Sav.          | 3 - 0       | Lorient             |
| Valenciennes            | 3 - 2       | AS Brignoles        |
| CA Vitry-sur-Seine      | 1 - 0       | Béziers             |
| Stade Français-Red Star | 1 - 1 (dts) | Olympique Alès      |
| RC Paris                | 3 - 3 (dts) | Arago Orléans       |
| Nîmes                   | 2 - 0       | Le Mans             |
| Stade Béthunois         | 3 - 1       | Agde                |
| Caen                    | 2 - 0       | SC Aniche           |
| Chartres                | 4 - 0       | US Pons             |
| Colmar                  | 3 - 2       | CS Le Thillot       |
| FC Dole                 | 1 - 1 (dts) | Lyon OU             |
| SC Douai                | 3 - 1       | Strasburgo          |
| Le Havre                | 1 - 1 (dts) | Olympique Marsiglia |
| Le Puy                  | 1 - 0       | CA Paris            |
| Nizza                   | 2 - 1       | FC Nancy            |
| Nantes                  | 2 - 0       | Cannes              |
| Mulhouse                | 3 - 2       | US Revel            |
| Metz                    | 2 - 1       | Bordeaux            |
| Lilla                   | 3 - 1       | Lens                |
| US La Seyne-sur-Mer     | 5 - 3       | Gueugnon            |

#### Spareggi
| Squadra 1               | Risultato | Squadra 2           |
| ----------------------- | --------- | ------------------- |
| Stade Français-Red Star | 7 - 3     | Olympique Alès      |
| RC Paris                | 1 - 0     | Arago Orléans       |
| FC Dole                 | 4 - 2     | Lyon OU             |
| Le Havre                | 4 - 2     | Olympique Marsiglia |

### Sedicesimi di finale
| Squadra 1               | Risultato | Squadra 2               |
| ----------------------- | --------- | ----------------------- |
| Nizza                   | 4 - 1     | Le Puy                  |
| Rennes                  | 3 - 1     | CA Vitry-sur-Seine      |
| Stade Reims             | 2 - 1     | Sochaux                 |
| Quevilly-Rouen          | 1 - 0     | Colmar                  |
| Stade Français-Red Star | 3 - 2     | Roubaix-Tourcoing       |
| Saint-Malo              | 1 - 0     | Stade Béthunois         |
| Nîmes                   | 2 - 1     | Saint-Étienne           |
| Sète                    | 5 - 0     | Mulhouse                |
| Metz                    | 3 - 1     | SC Douai                |
| Lilla                   | 6 - 0     | Sedan-Torcy             |
| Le Havre                | 2 - 0     | FC Dole                 |
| Arras                   | 3 - 0     | Chartres                |
| RC Paris                | 3 - 1     | Caen                    |
| AS Troyes-Sav.          | 5 - 0     | US La Seyne-sur-Mer     |
| Valenciennes            | 4 - 1     | Olympique Saint-Quentin |
| Rouen                   | 4 - 1     | Nantes                  |

### Ottavi di finale
| Squadra 1               | Risultato   | Squadra 2      |
| ----------------------- | ----------- | -------------- |
| RC Paris                | 2 - 0       | Quevilly-Rouen |
| Nîmes                   | 4 - 0       | Saint-Malo     |
| Metz                    | 4 - 2       | Rennes         |
| Arras                   | 2 - 1       | Valenciennes   |
| Lilla                   | 1 - 1 (dts) | Rouen          |
| Nizza                   | 3 - 0       | Stade Reims    |
| Stade Français-Red Star | 3 - 0       | AS Troyes-Sav. |
| Sète                    | 3 - 1       | Le Havre       |

#### Spareggi
| Squadra 1 | Risultato | Squadra 2 |
| --------- | --------- | --------- |
| Lilla     | 2 - 1     | Rouen     |

### Quarti di finale
| Squadra 1               | Risultato   | Squadra 2 |
| ----------------------- | ----------- | --------- |
| RC Paris                | 2 - 1 (dts) | Nîmes     |
| Metz                    | 6 - 0       | Arras     |
| Lilla                   | 2 - 1 (dts) | Nizza     |
| Stade Français-Red Star | 3 - 1 (dts) | Sète      |

### Semifinali
| Squadra 1 | Risultato   | Squadra 2               |
| --------- | ----------- | ----------------------- |
| RC Paris  | 2 - 2 (dts) | Metz                    |
| Lilla     | 1 - 0       | Stade Français-Red Star |

#### Spareggi
| Squadra 1 | Risultato | Squadra 2 |
| --------- | --------- | --------- |
| RC Paris  | 2 - 0     | Metz      |

### Finale
| Arbitro: | Raymond Vincenti |

| |            | |
| Gabet 28’, 35’ Quenolle 30’ Vaast 52’ Jadrejak 59’ (aut.)                                                                                         | Marcatori  | 74’ Lechantre 83’ Strappe |
| René Vignal Karl Arens Roger Lamy Marcel Salva Angelo Grizzetti Lucien Leduc Henri Tessier Ernest Vaast Roger Gabet Roger Quenolle Georges Moreel | Formazioni | Félix Witkowski Joseph Jadrejak Jean-Marie Prévost Justo Nuevo Albert Dubreucq Roger Carré Roger Vandooren André Strappe Marius Walter Jean Baratte Jean Lechantre |
| Paul Baron | Allenatori | André Cheuva |